# Język bangandu
Język bangandu (inne nazwy: bagando, bangando, bangantu, bangantu południowy; ISO 639-3: bgf) – język należący do rodziny nigero-kongijskiej, podrodziny bantu, grupy gbaya-manza-ngbaka.
Językiem tym mówi 2700 osób w Kamerunie w dystrykcie Moloundou, w regionie Sangha w prowincji East (Kamerun południowo-wschodni, wzdłuż granic z Kongo) oraz w Kongo (przy granicy z Kamerunem) (Voegelin i Voegelin 1977 ↓ ).